# روبرت بريفوست
روبرت بريفوست هو مصمم إنتاجي كندي، ولد في 21 مارس 1927 في مونتريال في كندا، وتوفي في 5 يوليو 1982.

## وصلات خارجية
- روبرت بريفوست على موقع IMDb (الإنجليزية)
- روبرت بريفوست على موقع قاعدة بيانات برودواي على الإنترنت (الإنجليزية)
- روبرت بريفوست على موقع قاعدة بيانات الفيلم (الإنجليزية)